# Misery Beach
Misery Beach ist ein Sandstrand im Süden des australischen Bundesstaats Western Australia. Er liegt beim Ort Frenchman Bay.
Der Strand ist 260 Meter lang und bis zu 40 Meter breit. Er öffnet sich in Richtung Norden. Der Strand ist über einige Fußwege erreichbar, die auf den Strand hinabführen.
Misery Beach wird nicht von Rettungsschwimmern bewacht.

## Name und Geschichte
Im Westen des Strandes steht eine Walfangstation, die Cheyne Beach Whaling Station. Als diese noch in Betrieb war, war der Strand immer vom Blut der geschlachteten Wale bedeckt, daher der Name.